# Oliviero Angeli
Oliviero Angeli (* 1973 in Mailand) ist ein italienischstämmiger Politologe und Hochschullehrer.

## Leben
Angeli studierte an der Eberhard Karls Universität Tübingen Philosophie und Politikwissenschaft. Anschließend forschte er an der Scuola Normale Superiore in Pisa, an der Oxford University, am Europäischen Hochschulinstitut in Florenz und an der Universität des Saarlandes.
Er lehrt Politische Theorie und Politische Ideengeschichte an der TU Dresden. Seine Schwerpunkte sind Globale Gerechtigkeit (global justice) und Konstitutionelle Aspekte (constitutionalism). Seine Forschung bezieht das Kant’sche Denken, Ideen des Liberalismus und der Migrations- und Integrationsforschung mit ein. Seit 2017 ist Angeli Wissenschaftlicher Koordinator des Mercator Forums Migration und Demokratie an der TU Dresden.

## Thesen
In seinem 2018 im Reclam-Verlag erschienenen Beitrag zu Migration und Demokratie greift Angeli eine Idee des Wirtschaftsnobelpreisträgers Gary Becker auf und vertritt die These, wer einen definierten Preis bezahle, solle das Recht haben, in einem Aufnahmestaat leben und arbeiten zu können. Er sieht dies als wirksames Mittel für eine Regulierung und Ordnung der Einwanderung nach Europa. Er betont, dass er im Unterschied zu Becker vorsieht, dass dem Einwanderer im Falle einer Rückkehr ein Großteil davon zurückgezahlt werden solle.
Angeli wirbt für eine grundsätzlich philosophische Auseinandersetzung mit dem Thema Migration und sieht dies als Ausweg aus einer Debatte, die meist in pauschalen Vorwürfen ende. Die eine Seite spreche sich für die Beschränkung von Zuwanderung aus und würde als kaltherzig angegriffen, ein Plädoyer für „offene Grenzen“ würde hingegen schnell als realitätsfern abgetan. Daher seien auch Philosophen oft „der Frage nach einem Recht auf Einwanderung ausgewichen“.
Nach Angelis Ansicht gibt es ein universelles moralisches Recht, seinen Lebensort selbständig zu wählen, der sich aus der Idee der Bewegungsfreiheit und ihrer Basis, der individuellen Autonomie ableiten lasse. Die dürfe auch nicht von Staaten eingeschränkt werden. Als parallel existierende Dimensionen der Autonomieidee sieht er das Recht, als demokratische Bürger über Dinge zu entscheiden und somit auch über die Ausgestaltung des Einwanderungsgesetzes. Somit ergebe sich auch aus der Idee der Autonomie das Paradox, dass Bürger ein Recht auf Bewegungsfreiheit hätten und gleichzeitig ein Recht, diese einzuschränken.

## Publikationen
- Migration und Demokratie. Ein Spannungsverhältnis. Reclam, Ditzingen 2018, ISBN 978-3-15-019504-8
- Cosmopolitanism, Self-Determination and Territory. Palgrave Macmillan 2015
- Territorial Rights and Global Justice. Diss. masch. Saarbrücken 2010
- Volk und Nation als „Zukunftsbegriffe“: politische Leitbilder im begriffsgeschichtlichen Kontext der Aufklärung, LIT-Verlag, Münster 2004.